# Ипу (муниципалитет)
Ипу (порт. Ipu) — муниципалитет в Бразилии, входит в штат Сеара. Составная часть мезорегиона Северо-запад штата Сеара. Входит в экономико-статистический микрорегион Ипу. Население составляет 40 891 человек на 2006 год. Занимает площадь 630,468 км². Плотность населения — 64,9 чел./км².

## Статистика
- Валовой внутренний продукт на 2003 составляет 71 815 024,00 реала (данные: Бразильский институт географии и статистики).
- Валовой внутренний продукт на душу населения на 2003 составляет 1776,11 реала (данные: Бразильский институт географии и статистики).
- Индекс развития человеческого потенциала на 2000 составляет 0,670 (данные: Программа развития ООН).